# Alessandro Vasta

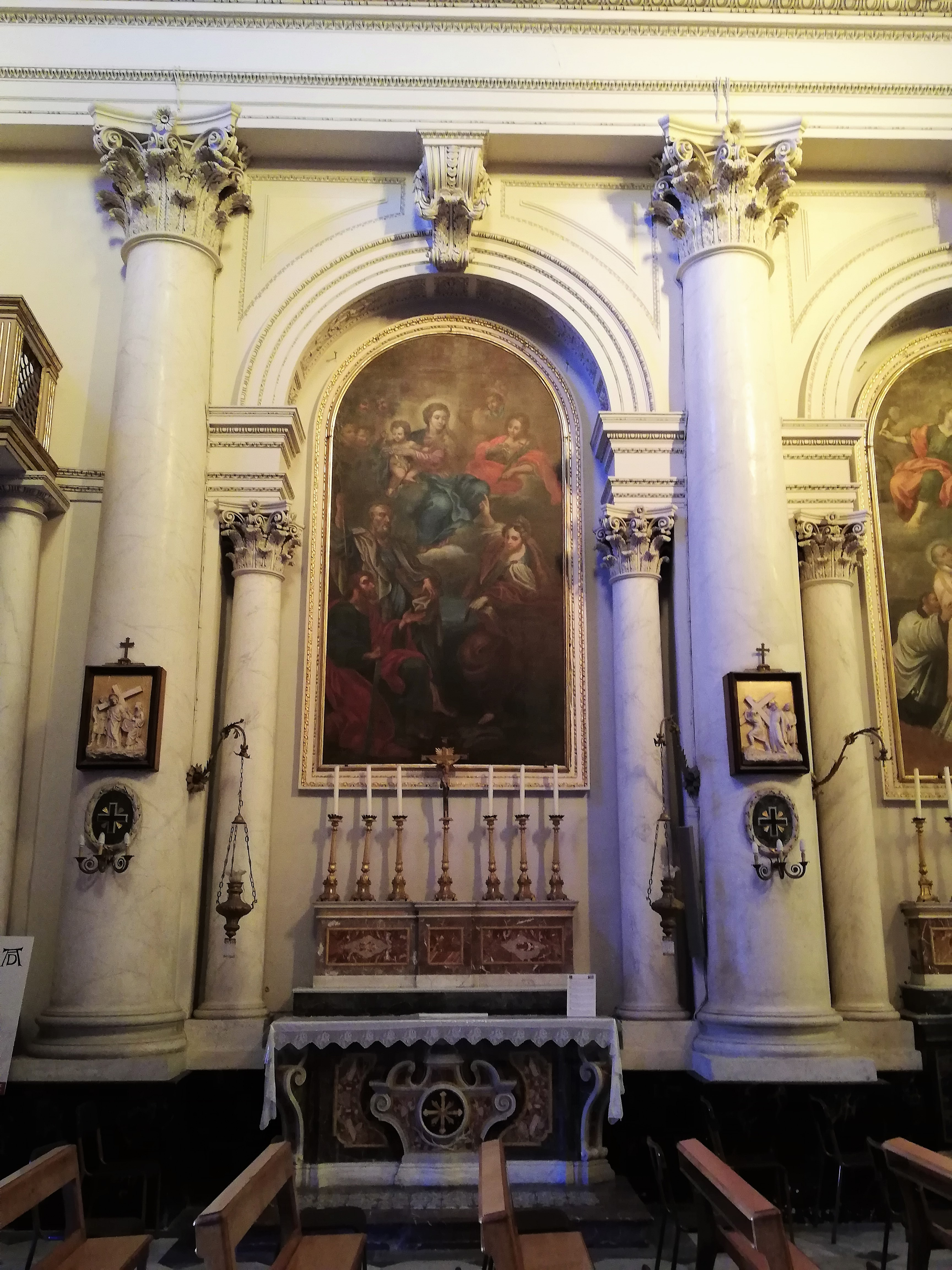
Vergine Maria con Bambino ritratta con Sant'Agata, Santa Margherita d'Antiochia, San Simone e San Giuda, opera custodita nella basilica collegiata dei Santi Pietro e Paolo di Acireale.

Alessandro Vasta (Roma, 1726 – Acireale, 1793) è stato un pittore italiano.

## Biografia
Fu figlio ed allievo di Paolo, con cui collaborò a diverse opere. Lavorò anche con Vito e Alessandro D'Anna.
Le sue opere si possono ammirare ad Acireale  presso la Pinacoteca Zelantea ed alcune chiese. Fra queste, l'Oratorio di San Filippo Neri dove si trova una sua tela che fu molto venerata in passato, raffigurante la Madonna della Purità. Altre opere, sempre nella cittadina acese, si possono ammirare presso le chiese di San Sebastiano, Sant'Antonio di Padova, San Camillo, Maria Odigitria e San Domenico.
Gli fu attribuito il quadro raffigurante la Fuga in Egitto, dipinto con la tecnica ad olio su tela circa nella prima metà del '700, al momento si trova nel duomo di Sant'Isidoro Agricola di Giarre, nella navata sinistra del presbiterio.
Seguirono le orme del padre i figli Pietro Paolo Vasta Juniore e Mariano Vasta.

## Opere

### Catania e provincia

#### Acireale
- XVIII secolo, Ciclo, olio su tela raffigurante Santa Maria Odigitria, San Liborio, Buon Pastore, San Francesco di Sales, opere custodite nella chiesa di Santa Maria Odigitria.
- XVIII secolo, Gesù nella Piscina Probatica, dipinto raffigurato nell'antico paravento, opera custodita nella chiesa di chiesa di Santa Maria del Suffragio.
- XVIII secolo, Madonna del parto, olio su tela realizzato con la collaborazione del padre Pietro Paolo Vasta, opera custodita nella chiesa di chiesa di Santa Maria del Suffragio.
- XVIII secolo, Sant'Antonio di Padova e Ecce Homo, olio su tela, opere custodite nella chiesa di Sant'Antonio di Padova.
- XVIII secolo, Ciclo, affreschi, completamento di opere cominciate dal Pietro Paolo Vasta custodite nella chiesa di Sant'Antonio di Padova.
- XVIII secolo, Gesù e Maria, olio su tela, opera custodita nella basilica collegiata di San Sebastiano.
- 1762, Ciclo, affreschi raffiguranti le Virtù e Dio Padre invia l'Angelo a Maria, opere custodite nella chiesa di Maria Santissima di Loreto.
- XVIII secolo, Ciclo, pitture olio su tela raffiguranti la Visione del profeta Elia, Vergine col Bambino ritratta con Santa Teresa d'Avila e Santa Maria Maddalena dei Pazzi, Sant'Alberto di Messina e Sant'Angelo di Licata protettori delle province siciliane dell'Ordine, Vergine Maria ritratta nell'atto di porgere l'abitino a San Simone Stock, opere custodite nella chiesa di Maria Santissima del Carmine.
- 1770, Ciclo, pitture olio su tela, opere custodite nella chiesa della Maddalena.
- XVIII secolo, Madonna della Purità, olio su tela, opera custodita nella chiesa dell'Oratorio della Congregazione di San Filippo Neri.
- XVIII secolo, Compianto ai piedi della croce, Sacra Famiglia, Santa Caterina tra i Dottori, San Raimondo da Penjafort, San Tommaso, Santa Rosa da Lima e San Giuseppe, dipinti olio su tela, opere custodite nella chiesa di San Domenico.
- XVIII secolo, Vergine Maria con Bambino ritratta con Sant'Agata, Santa Margherita d'Antiochia, San Simone e San Giuda, dipinto olio su tela, opera custodita nella Cappella dei Santi Simone e Giuda della basilica collegiata dei Santi Pietro e Paolo.
- XVIII secolo, Gloria di San Camillo, olio su tela, opera custodita nella chiesa di Santa Maria delle Grazie o di San Camillo dei Crociferi.

Pinacoteca Zelantea:
- XVIII secolo, Annunciazione, trittico, pitture olio su tela, opere documentate nella chiesa del convento dell'Ordine dei frati minori cappuccini.
- XVIII secolo, Decorazione pittorica, Carrozza del Senato acese.
- XVIII secolo, Sovrapporte, 13 decorazioni pittoriche.

#### Acicatena
- XVIII secolo, Sacra Famiglia, olio su tela, opera custodita nell'Eremo di Sant'Anna.
- XVIII secolo, Guarigione degli occhi di Tobia, affresco, episodio biblico presente nella chiesa di Santa Lucia.

#### Aci Sant'Antonio
- 1753, Ciclo, affreschi, apparato decorativo con episodi biblici o evangelici (Mosè che mostra agli Israeliti le Tavole della Legge), collaborazione col padre Pietro Paolo, opere presenti nel duomo di Sant'Antonio Abate.

#### Aci Platani
- XVIII secolo, Pentecoste, olio su tela, opera custodita nella chiesa della Beata Vergine Maria del Monte Carmelo.

#### Adrano
- 1764, Assunzione di Maria Vergine, olio su tela, opera custodita nel duomo di Santa Maria Assunta.

#### Giarre
- XVIII secolo, Battesimo di Gesù, quadrone, opera custodita nella chiesa di San Giovanni Battista della frazione di San Giovanni Montebello.

#### Santa Venerina
- Chiesa di Santa Venera:
  - XVIII secolo, Immacolata Concezione, olio su tela.
  - XVIII secolo, Sant'Antonio, olio su tela.

## Pietro Paolo Vasta Juniore
(Acireale 1753 - 1817)
- XVIII secolo, Transito di San Giuseppe e San Vincenzo Ferreri, olio su tela, opere custodite nel santuario matrice di Maria Santissima della Catena di Aci Catena.

## Mariano Vasta
(Acireale 1770 - 1830)